# 豊川市立桜木小学校
豊川市立桜木小学校（とよかわしりつ さくらぎしょうがっこう）は、愛知県豊川市小桜町にある公立小学校。
児童数は407人、16クラス（2013年度）。

## 沿革
- 1957年4月1日 - 創立

## 主な行事
- 4月 - 入学式、始業式、授業参観
- 6月 - 運動会
- 8月 - 野外活動（5年生）
- 9月 - 修学旅行
- 3月 - 卒業式

## 交通アクセス
最寄り駅
- 名鉄豊川線 豊川稲荷駅
- JR東海飯田線 豊川駅